# Miguel Olavide
Miguel Olavide Montes (Pamplona, 5 marzo 1996) è un ex calciatore spagnolo, di ruolo centrocampista.

## Caratteristiche tecniche
È un esterno destro.

## Carriera
Cresciuto nelle giovanili dell'Osasuna, ha esordito il 15 novembre 2014 in un match perso 1-0 contro il Ponferradina.

## Statistiche

### Presenze e reti nei club
Statistiche aggiornate al 27 agosto 2017.
| Stagione        | Squadra         | Campionato      | Campionato | Campionato | Coppe nazionali | Coppe nazionali | Coppe nazionali | Coppe continentali | Coppe continentali | Coppe continentali | Altre coppe | Altre coppe | Altre coppe | Totale | Totale | Totale |
| Stagione        | Squadra         | Comp            | Pres       | Reti       | Comp            | Pres            | Reti            | Comp               | Pres               | Reti               | Comp        | Pres        | Reti        | Pres   | Reti   |        |
| --------------- | --------------- | --------------- | ---------- | ---------- | --------------- | --------------- | --------------- | ------------------ | ------------------ | ------------------ | ----------- | ----------- | ----------- | ------ | ------ | ------ |
| 2014-2015       | Osasuna         | SD              | 17         | 0          | CR              | 0               | 0               |                    | -                  | -                  |             | -           | -           | 17     | 0      |        |
| 2015-2016       | Osasuna         | SD              | 30         | 0          | CR              | 1               | 1               |                    | -                  | -                  |             | -           | -           | 31     | 1      |        |
| 2016-2017       | Osasuna         | PD              | 14         | 1          | CR              | 2               | 0               |                    | -                  | -                  |             | -           | -           | 16     | 1      |        |
| Totale carriera | Totale carriera | Totale carriera | 61         | 1          |                 | 3               | 1               |                    | -                  | -                  |             | -           | -           | 64     | 2      |        |